# Llanpumsaint
Llanpumsaint (gal·lès: "Llan" església + "pum" cinc + "saint" sant) és un petit poble i comunitat al comtat de Sir Gaerfyrddin (en anglès, "Carmarthenshire" - una de les 22 autoritats unitàries del país de Gal·les), Gal·les. Segons l'últim cens de població del Regne Unit, que es va realitzar el 2001, la població de la comunitat de Llanpumsaint és d'uns 595 habitants.
La comunitat de Llanpumsaint inclou el llogarret veí de Nebo, la comunitat i temple Hindú de Skanda Vale, i diversos granges.
Segons el cens de 2001, el 50% dels habitants de la comunitat de Llanpumsaint pot parlar, llegir, i escriure el gal·lès. Aquesta xifra supera considerablement la mitjana de 39% que es va registrar al conjunt del comtat.